# شونهایم
شونهایم (به فرانسوی: Schwenheim) یک کمون در فرانسه با جمعیت ۶۶۱ نفر است که در Canton of Marmoutier واقع شده‌است.